# 송재우 (수리학자)
송재우(宋在偶, 1946년~)는 대한민국의 수리학자이다. 연세대학교에서 공학박사 학위를 받았으며 홍익대학교에서 교편을 잡았다. 국립방재연구소장, 한국도시방재학회 회장, 행정중심복합도시건설추진위원회 위원장 등을 역임했다.

## 저서

### 논문
- 《우리나라 하천의 사행특성에 관한 연구》(박사 학위 논문, 1980)

### 단행본
- 《수리학》